# Milcote
Milcote – miejscowość w Anglii, w Warwickshire, w dystrykcie Stratford-on-Avon, w civil parish Clifford Chambers and Milcote. W 2001 civil parish liczyła 55 mieszkańców.